# Список муниципалитетов Нунавута
Нунавут  — вторая наименее населённая канадская территория из трёх с населением 35944 человека (данные переписи 2016 года) и вторая по площади (1 877 779 км²). 25 муниципалитетов Нунавута покрывают только 0,2% территории суши, при этом именно в этих муниципалитетах проживает 99,83 % населения территории.
Муниципалитеты создаются Правительством Нунавута, согласно правилам от 2003 года (в частности, CTVA), таким же правилом руководствуются соседние Северо-Западные территории. Согласно CTVA, муниципалитет — это «зона в границах местной администрации», где местная администрация это город, малый город или деревня. Также муниципалитет является «площадью в границах деревни». Все 25 муниципалитетов Нунавута — деревни, за исключением города Икалуит, — столичной территории.
Крупнейший муниципалитет по численности населения — Нунавут-Икалуит (7740 жителей), 21,5 % от общей численности населения территории; самый маленький муниципалитет по численности населения — Гриз Фьорд (129 жителей). Крупнейший муниципалитет по площади территории — Куглуктук (549,65 км²), самый маленький — Киммирут (2,27 км²).

## Города
Подать заявку на получение городского статуса, согласно правилам CTVA Северо-Западных территорий, можно по требованию не менее 25 резидентов, имеющих избирательные права, или по инициативе министра муниципальных и общинных дел. Минимальная оценочная стоимость земли предполагаемого города должна составлять не менее $200 млн, если не будет сделано исключение. Единственный город в Нунавуте — Икалуит, с населением 7740 человек и площадью в 52,5 км². Получил статус города Икалуит 19 апреля 2001 года.

## Малые города
Хотя у Нунавута нет муниципалитетов со статусами малых городов, CTVA  предоставляет возможность их создания. Населённый пункт может получить статус малого города по требованию не менее 25 жителей, имеющих избирательные права или по инициативе министра муниципальных и общинных дел. Минимальная оценочная стоимость земли предполагаемого малого города должна составлять не менее $50 млн, если не будет сделано исключение. Икалуит имел статус малого города в период с 1980 по 2001 год, пока ему не был присвоен городской статус.

## Деревни
У Нунавута также нет деревень, но CTVA предоставляет возможность и их образования. Населённый пункт может получить статус деревни по требованию не менее 25 резидентов, которые имеют избирательные права, или по инициативе министра муниципальных и общинных дел. Минимальная оценочная стоимость земли предполагаемой деревни должна составлять не менее $10 млн, если не будет сделано исключение. Икалуит имел статус деревни в период между 1974 и 1980 годом, до получения статуса малого города.

## Селения
По требованию не менее 25 жителей, имеющих избирательные права, или по инициативе министра муниципальных и общинных дел, можно подать заявку на присвоение статуса селения, согласно соответствующему акту (англ. Hamlets Act) Северо-Западных территорий. В отличие от городов, малых городов и деревень, для присвоения статуса деревни минимальной оценочной стоимости земли не установлено.
Нунавут имеет 24 селения. Крупнейшее по количеству жителей — Ранкин Инлет (2842 человека), наименьшее — Гриз-Фьорд (129 человек). Крупнейшее селение по площади — Куглуктук (549,65 км²), а самое маленькое — Киммирут (2,27 км²).

## Список муниципалитетов

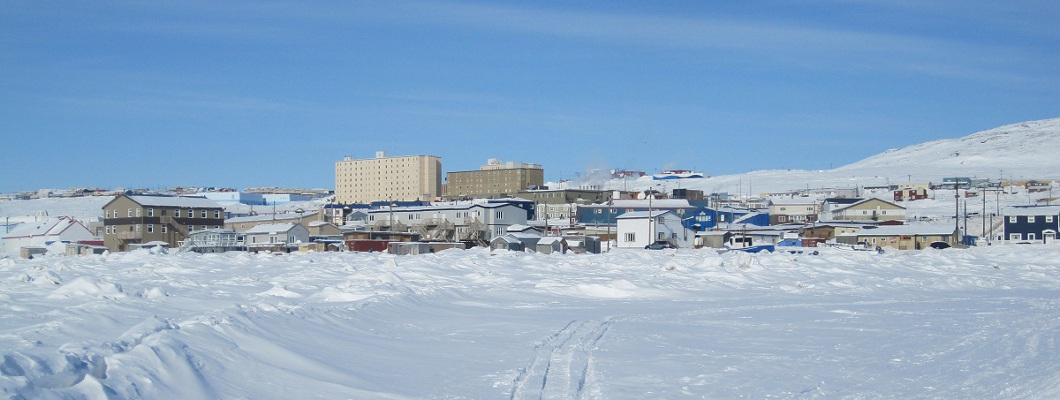
Икалуит — столица Нунавута и крупнейший муниципалитет

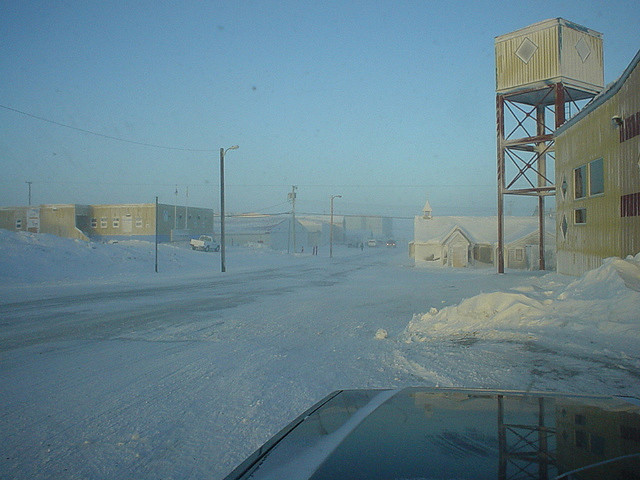
Ранкин-Инлет — второй по величине муниципалитет Нунавута, крупное селение.

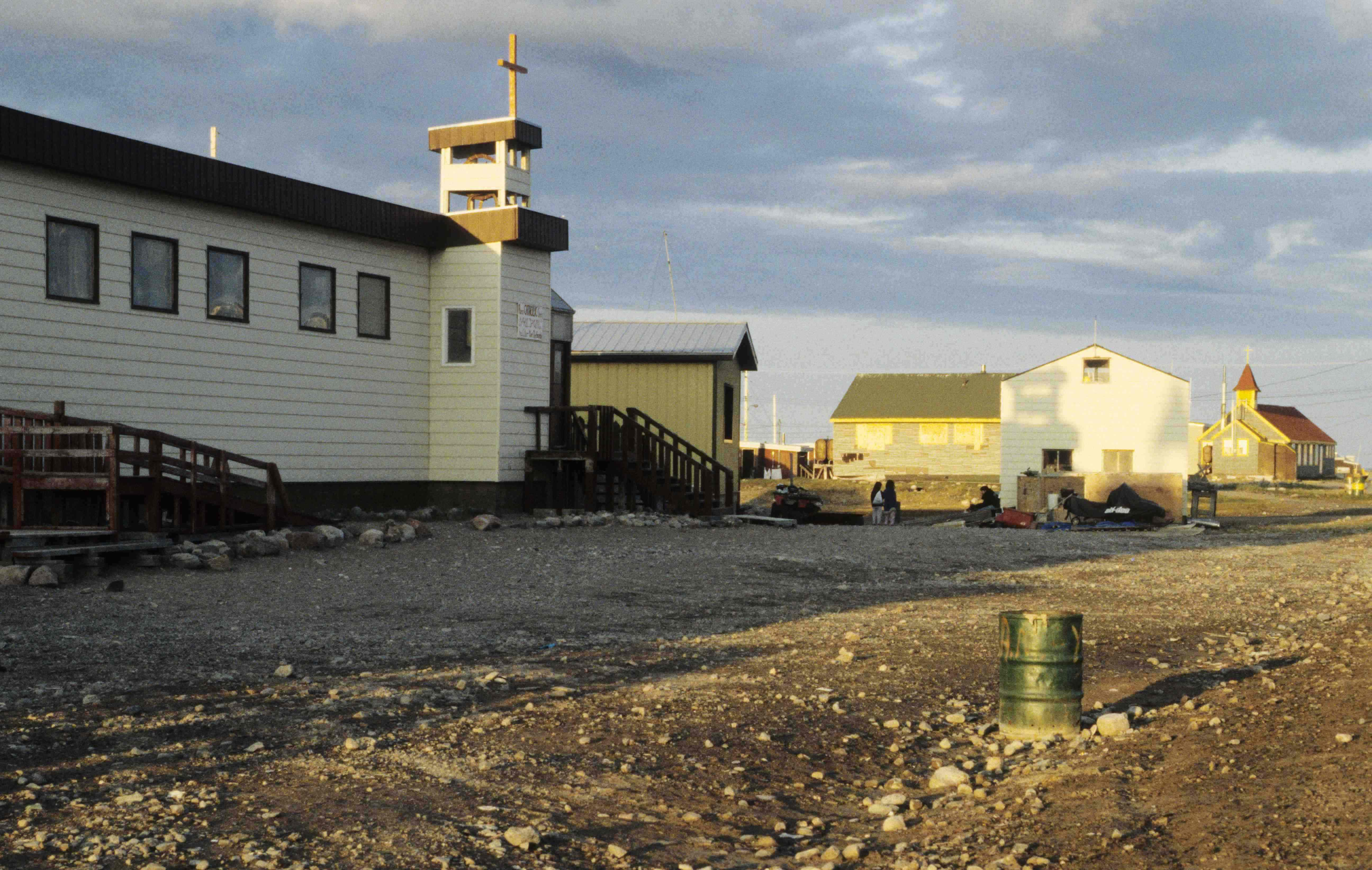
Арвиат — третий по величине муниципалитет Нунавута и второе по величине селение.

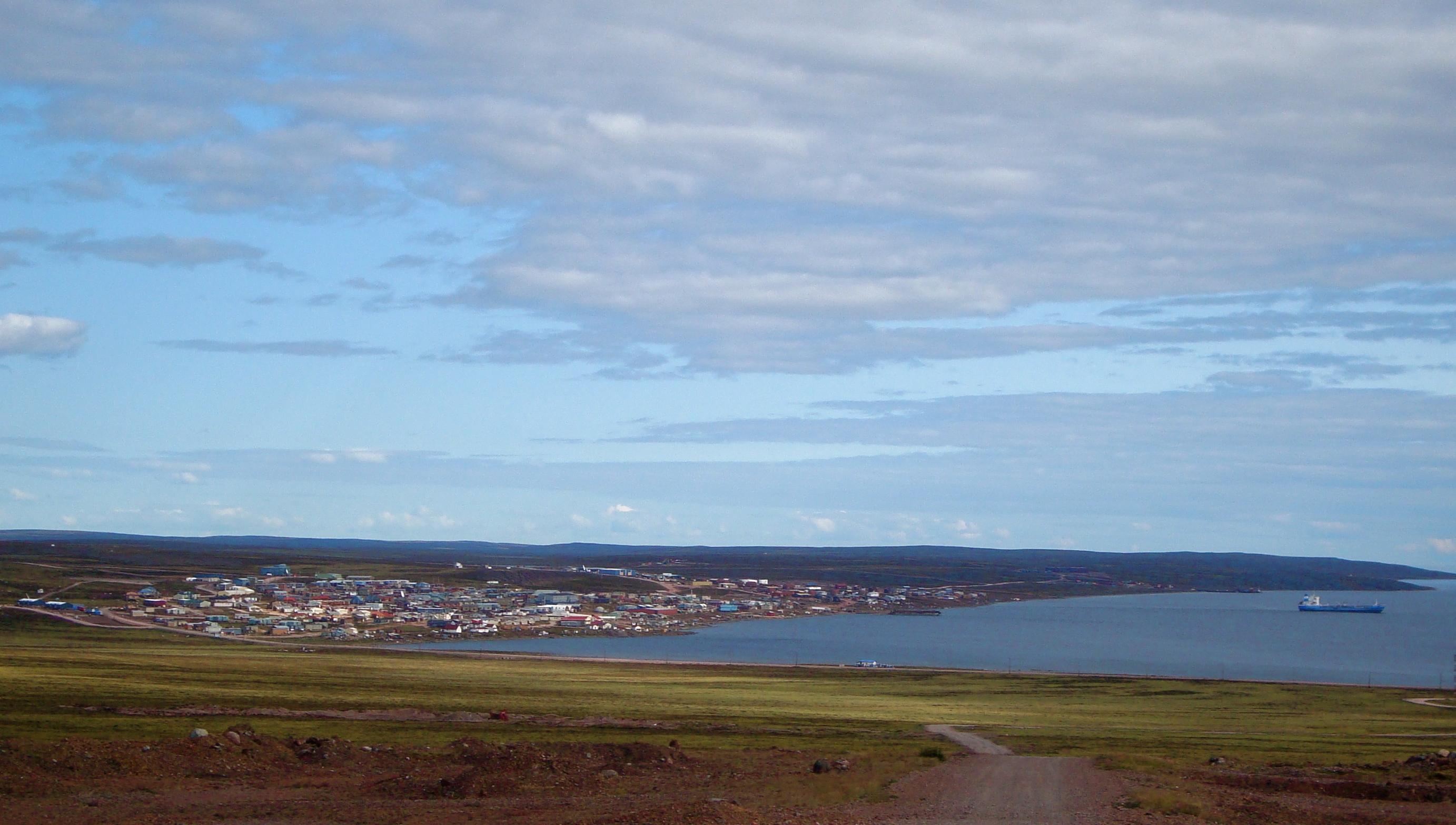
Бейкер-Лейк — четвертый по величине муниципалитет в территории.

| Название               | Статус  | Перепись населения 2016 | Перепись населения 2016 | Перепись населения 2016 | Перепись населения 2016 | Перепись населения 2016       |
| Название               | Статус  | Население (2016)        | Население (2011)        | Изменение               | Площадь (км²)           | Плотность населения (чел/км²) |
| ---------------------- | ------- | ----------------------- | ----------------------- | ----------------------- | ----------------------- | ----------------------------- |
| Арктик-Бей             | Селение | 868                     | 823                     | +5,5 %                  | 247,5                   | 3,5                           |
| Арвиат                 | Селение | 2657                    | 2318                    | +14,6 %                 | 132,07                  | 20,1                          |
| Бейкер-Лейк            | Селение | 2069                    | 1872                    | +10,5 %                 | 182,22                  | 11,4                          |
| Кеймбридж-Бей          | Селение | 1766                    | 1608                    | +9,8 %                  | 202,35                  | 8,7                           |
| Кейп-Дорсет            | Селение | 1441                    | 1363                    | +5,7 %                  | 9,74                    | 147,9                         |
| Честерфилд-Инлет       | Селение | 437                     | 313                     | +39,6 %                 | 141,1                   | 3,1                           |
| Клайд-Ривер            | Селение | 1053                    | 934                     | +12,7 %                 | 106,55                  | 9,9                           |
| Корал-Харбор           | Селение | 891                     | 834                     | +6,8 %                  | 137,91                  | 6,5                           |
| Йоа-Хейвен             | Селение | 1324                    | 1279                    | +3,5 %                  | 28,47                   | 46,5                          |
| Грис-Фьорд             | Селение | 129                     | 130                     | -0,8 %                  | 332,7                   | 0,4                           |
| Холл-Бич               | Селение | 848                     | 736                     | +15,2 %                 | 16,82                   | 50,4                          |
| Иглулик                | Селение | 1682                    | 1454                    | +15,7 %                 | 103,01                  | 16,3                          |
| Икалуит                | Город   | 7740                    | 6699                    | +15,5 %                 | 52,5                    | 147,4                         |
| Киммирут               | Селение | 389                     | 455                     | -14,5 %                 | 2,27                    | 171,4                         |
| Кугаарук               | Селение | 933                     | 771                     | +21 %                   | 4,97                    | 187,7                         |
| Куглуктук              | Селение | 1491                    | 1450                    | +2,8 %                  | 549,65                  | 2,7                           |
| Нуяат                  | Селение | 1082                    | 945                     | +14,5 %                 | 424,27                  | 2,6                           |
| Пангниртанг            | Селение | 1481                    | 1425                    | +3,9 %                  | 7,77                    | 190,6                         |
| Понд-Инлет             | Селение | 1617                    | 1549                    | +4,4 %                  | 173,36                  | 9,3                           |
| Кикиктаръюак           | Селение | 598                     | 520                     | +15 %                   | 130,71                  | 4,6                           |
| Ранкин-Инлет           | Селение | 2842                    | 2577                    | +10,3 %                 | 20,24                   | 14,4                          |
| Резольют               | Селение | 198                     | 214                     | -7,5 %                  | 116,89                  | 1,7                           |
| Саникилуак             | Селение | 882                     | 812                     | +8,6 %                  | 114,94                  | 7,7                           |
| Талойоак               | Селение | 1029                    | 899                     | +14,5 %                 | 37,65                   | 27,3                          |
| Уэйл-Коув              | Селение | 435                     | 407                     | +6,9 %                  | 283,66                  | 1,5                           |
| Всего (муниципалитеты) | —       | 35882                   | 32387                   | +10,8 %                 | 3559,32                 | 10,1                          |
| Всего (Нунавут)        | —       | 35944                   | 32397                   | +10,9 %                 | 1877778,53              | 0,02                          |

## Комментарии
1. ↑  Nunavut also has a larger land area than any of Canada's ten provinces.[1]
2. ↑  The remaining 99.8% of Nunavut's land mass comprises three small unincorporated settlements (0,015%) and three vast unorganized areas (99,796%).[2][3]
3. ↑  The remaining 0,19%, or 62 residents live in the unincorporated Unorganized Baffin.[3]
4. ↑  Nunavut was created from a portion of the Northwest Territories (NWT) on April 1, 1999. The Nunavut Act of 1993, which created the territory, provided for statutes and regulations of the NWT that were in force on March 31, 1999 to also be in force for Nunavut,[6][7] including the 1988 Cities, Towns and Villages Act and the 1988 Hamlets Act.[8] The Government of Nunavut subsequently amended these acts in 2003.[9]
5. ↑  Repulse Bay was officially renamed Naujaat on July 2, 2015.[13]